# 牤牛河 (拉林河)
牤牛河，清代作莫勒恩河，位于中华人民共和国黑龙江省五常市境内，是拉林河右岸支流，发源于五常市东南张广才岭大秃顶子西坡，向南流至东升林场（山河屯林业局大河身经营所）以东转西北流，经长青林场、冲河镇后流入龙凤山水库，出库后向北流经龙凤山镇，于小山子镇双利村北河套屯西北右纳大泥河后转西北流，经二河乡，于营城子满族乡永红村马勤山屯西南汇入拉林河。河流全长225千米，流域面积5280平方千米，河道平均比降0.444‰，年均径流量14.47亿立方米。牤牛河两岸的河谷平原地势平坦，土地肥沃，所产的五常大米闻名全国。流域内旅游资源丰富，上游东升林场一带被称为“中国雪谷”，是著名的冬季旅游胜地。此外沿岸还有龙凤山、鹰盘山庄、石刀山等景点